# 鎮安郡
鎮安郡（チナンぐん）は、大韓民国全北特別自治道の郡。

## 歴史
- 1914年4月1日 - 郡面併合により、鎮安郡・龍潭郡が合併し、鎮安郡が発足。鎮安郡に以下の面が成立（11面）。
  - 鎮安面・龍潭面・顔川面・銅郷面・上田面・白雲面・聖寿面・馬霊面・富貴面・程川面・朱川面
- 1973年7月1日 （11面）
  - 富貴面の一部が鎮安面に編入。
  - 上田面の一部が程川面に編入。
- 1979年5月1日 - 鎮安面が鎮安邑に昇格（1邑10面）。
- 1983年2月15日（1邑10面）
  - 馬霊面の一部が鎮安邑に編入。
  - 程川面の一部が上田面に編入。
- 1987年1月1日（1邑10面）
  - 上田面の一部が鎮安邑に編入。
  - 程川面の一部が上田面に編入。
- 1994年12月26日 - 銅郷面の一部が長水郡渓北面に編入（1邑10面）。

## 行政

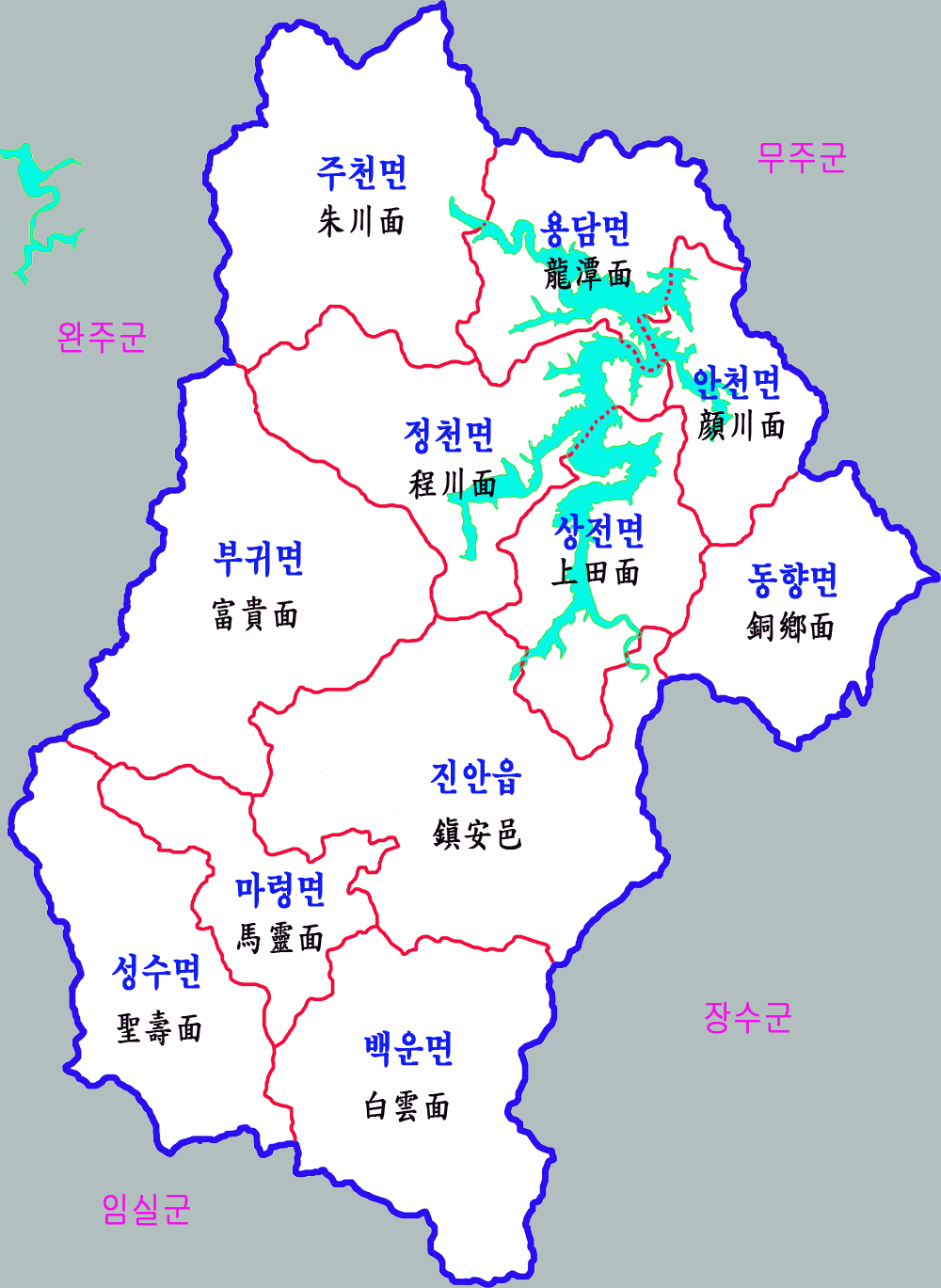
行政区域図

### 行政区域
| 邑・面 | 法定里                                                                                                 |
| ------ | --- |
| 鎮安邑 | 佳林里、加幕里、郡上里、郡下里、亀龍里、丹陽里、物谷里、梧川里、延章里、半月里、鼎谷里、雲山里、竹山里 |
| 龍潭面 | 松豊里、寿川里、玉渠里、臥龍里、月渓里、虎渓里                                                         |
| 顔川面 | 魯城里、白華里、三楽里、新槐里                                                                         |
| 銅郷面 | 大良里、能金里、鶴仙里、新松里、聖山里、紫山里                                                         |
| 上田面 | 葛峴里、九龍里、水東里、龍坪里、月浦里、珠坪里                                                         |
| 白雲面 | 白岩里、南渓里、芦村里、徳峴里、東倉里、盤松里、莘岩里、雲橋里、平章里                                 |
| 聖寿面 | 求臣里、道通里、新基里、外弓里、龍浦里、佐山里、佐浦里、中吉里                                         |
| 馬霊面 | 江亭里、渓西里、徳川里、東村里、平地里                                                                 |
| 富貴面 | 巨石里、弓項里、斗南里、鳳岩里、細洞里、水項里、新亭里、五龍里、黄金里                                 |
| 程川面 | 葛龍里、網花里、慕程里、鳳鶴里、月坪里                                                                 |
| 朱川面 | 大仏里、武陵里、雲峰里、朱陽里、新陽里、龍徳里                                                         |

### 警察
- 鎮安警察署

### 消防
- 茂鎮長消防署
  - 鎮安119安全センター
  - 馬霊119安全センター

## 交通
- 益山-浦項高速道路
  - 鎮安インターチェンジ

## 名所
- 馬耳山道立公園

## 著名な出身者
- 丁世均